# José Santos González Vera
José Santos González Vera (El Monte, 2 de novembro de 1897 — Santiago do Chile, 27 de fevereiro de 1970) foi um romancista e anarquista chileno.

## Prêmios
José Santos González Vera ganhou o Prêmio Nacional de Literatura do Chile em 1950.